# ブラックシンデレラ
『ブラックシンデレラ』は、2021年4月22日よりABEMA SPECIALで配信されたドラマ（全8回）。

## 概要
ABEMAが手掛ける2021年最初のオリジナルドラマとして企画制作。テーマをルッキズム、外見主義に当て、見た目に悩みを抱いていた女子高生がミスコンテストに挑戦するも事故により顔に傷を負ってしまい、それでも前を向いて進む姿を描く。「ABEMA」では“自分を好きになりたいすべての若者に向けた恋愛ドラマ”とメッセージ性を挙げている。
2021年2月1日に莉子、神尾楓珠主演のドラマ制作が発表。同年3月にクランクイン、4月8日にクラスメイトの配役などが発表された。
最終回前後には特別番組が生配信された。6月10日、21:30‐21:57には『ブラックシンデレラ 最終回直前生放送SP』を配信。出演は莉子、愛花、鈴木愛理、岡谷柚奈（703号室）、西澤由夏（ABEMAアナウンサー）。22:40‐23:00には『ブラックシンデレラ最終回記念 アフタートーク！』を配信。最終回直後からABEMAプレミアムで最終回から1年後の物語「卒業編」が2週にわたって配信された。
ロケ地は、神奈川県横浜市の西区と中区にまたがる横浜みなとみらい21周辺など。

## あらすじ
「私なんか…」が口癖で自分に自信が持てない女子高生・神谷愛波。通っている清蘭学園では年に一度開かれるミス清蘭コンテストが有名だ。出場できるわけがない、でもできたらいいな、そんな憧れを抱くだけだった愛波だったが、とあるきっかけで出場のチャンスを得てしまう。そこで出会うのが、国宝級イケメンといわれる橘圭吾やクールな島村空、とんでもない美女・香澄百合だった。ミスコンテストの舞台に立つ愛波だったが、不運な事故に見舞われ顔に大けがを負う。

## 登場人物
神谷愛波（かみや まなは）
演 - 莉子（幼少期：浅田芭路）
ド平凡を自認する17歳の女子高生。お人好しで純粋な半面、周囲に辛い姿を見せたくない。憧れだったミスコンに出場するも、ミラーボールが落下する事故に遭い、頬に傷が残ってしまう。
橘圭吾（たちばな けいご）
演 - 神尾楓珠
愛波の同級生である自他ともに認める身も心も最強のカッコいい男。人呼んで“NEXT国宝級イケメン”。悪意のないオレオレ主義者。
島村空（しまむら そら）
演 - 板垣瑞生
清蘭学園に転校してきた一匹狼。自分のリズムで生きていて流されない性格。
香澄百合（かすみ ゆり）
演 - 愛花
学園一の美女であり、日本有数の美容ブランド・カスミコスメの社長令嬢。親の影響もあり、常に他人の評価を気にして生きている。
戸田京子（とだ きょうこ）
演 - 長見玲亜
百合と常に行動を共にするクラスメイト。
水島渚（みずしま なぎさ）
演 - 木村葉月
百合と常に行動を共にするクラスメイト。
吉村ひまり（よしむら-）
演 - 鈴木美羽
愛波の幼なじみで親友。心優しい性格で隼人に片想いしており、物語途中で交際する。
滝川隼人（たきかわ はやと）
演 - 兵頭功海
圭吾の親友。
斎藤杏（さいとう あん）
演 - 円井わん
愛波の同級生。地味な見た目で成績優秀。
ルイ
演 - 鈴木愛理
愛波が幼少時に見たミス清蘭。受賞時に身に着けたティアラを両親とはぐれて迷子になった幼い愛波にかぶせ、ツーショット写真を撮影した。写真はいまだに愛波の部屋に飾られている。4話で実は空の姉であることが判明する。
神谷かずと
演 - 込江大牙
愛波の弟。
愛波の母
演 - 須藤理彩
厳しくも優しい母。キャリアウーマン。愛波のミスコン出場には反対している。
愛波の父
演 - 岡部たかし
家族思いの父。毎朝、家族分の弁当を手作りしている。
富樫恭平（とがし きょうへい）
演 - 谷口翔太
清蘭学園2年1組担任、受け持ち教科は古文。威厳にかけ、生徒からは「トガティー」と呼ばれている。
香澄慶子(かすみ　けいこ)
演 - 雛形あきこ
百合の母でカスミコスメ代表。テレビにもよく出ている美人社長。
2年1組クラスメイト
演 - 新田さちか（1-5）、愛菜、杉浦楓香、八汐舞、川崎帆々花、小林鈴、小山更紗、後藤楓、松山歩夢（1-5）、塚本凌生、黒川大聖、黒粂泰人、糠信泰州、小関千佳人、三浦航一、堀野内智

### その他ゲスト
- 込江大牙（3）
- 岩岡徹（Da-iCE）（3）
- 蘓武星香（4、6、7、8）
- 佐伯茉鈴（4、6、7、8）
- 山本栞（4、6、7、8）
- 守谷菜々江（4、6、7、8）
- 開保津颯大（4、6、7、8）
- 石橋智也（4、6、7、8）
- タカハシシンノスケ（4、6、7、8）
- 三幣昂汰（4、6、7）
- 井上正樹（4）
- 山本圭佑（4、5）
- はしいくみ（4）
- 赤崎貴子（4、5、6、7、8）
- 的場司（4、6、7、8）
- 吉川一勝（4）
- 増田哲也（4）
- 谷口一（5）
- 中原弘貴（5）
- 荒井しき（5）
- 長内陽向（5）
- 高橋翔大（5）
- 大塚かなえ（6、8）
- 新實啓介（6）
- 天野裕陸（6）
- 笹田伶（7、8）
- 市島琳香（7）
- 福谷巧晴（7）
- 北川大輝（7）
- 斎藤拳人（7）
- 鈴川琴音（7）
- 坂口雄人（7）
- 大塚かなえ（7）
- 二ノ宮謙太（8）
- 齊藤友暁（8）
- 中山さおり（8）
- 木村夏子（8）
- 市野叶（8）
- 栗原斗蒼（8）

## 配信日程
| 配信回   | 配信日         | サブタイトル                            | 配信時間 | 脚本       | 監督       |  |
| -------- | -------------- | --------------------------------------- | -------- | ---------- | ---------- |  |
| #1       | 2021年 4月22日 | 恋も夢も、見た目がすべて!?              | 52分     | 吉田恵里香 | 川村泰祐   |  |
| #2       | 4月29日        | 俺が守る！現れた２人の王子様            | 38分     | 吉田恵里香 | 川村泰祐   |  |
| #3       | 5月6日         | 聖なる夜に、まさかの大告白!?            | 40分     | 吉田恵里香 | 原桂之介   |  |
| #4       | 5月13日        | 明かされた王子様の秘密                  | 34分     | 吉田恵里香 | 原桂之介   |  |
| #5       | 5月20日        | 運命の決断！私が好きな人は…             | 38分     | 吉田恵里香 | 原桂之介   |  |
| #6       | 5月27日        | 恋の逃避行で、大ハプニング!!            | 35分     | 吉田恵里香 | 伊野部陽平 |  |
| #7       | 6月3日         | 青空のように、王子は現れる。            | 39分     | 吉田恵里香 | 川村泰祐   |  |
| 最終回   | 6月10日        | 最高のキス!? シンデレラよ、キラキラ光れ | 37分     | 吉田恵里香 | 川村泰祐   |  |
| 卒業編#1 | 6月10日        | 恋と夢が揺れる、高校最後の日。          | 26分     |            | 原桂之介   |  |
| 卒業編#2 | 6月17日        | 仲間たちは、輝く未来へ。                | 26分     |            | 原桂之介   |  |

## 音楽
- 主題歌：703号室『裸足のシンデレラ』[13]
- 挿入歌：FAITH『Party All Night』[14]
- 卒業編エンディングテーマ ：鈴木愛理『Be Brave』[6]

## スタッフ
- 撮影：唐沢悟
- 照明：小沢均
- 録音：植村貴弘
- 編集：安部華子
- 音響効果：井上奈津子
- 制服制作：オサレカンパニー
- スタイリスト：阿部一輝
- 演出補：八木一介、井上楓子（ABEMA）、安岡こころ、深瀬みき
- ラインプロデューサー：金山宇宙（ABEMA）
- プロダクトマネージャー：川島彩乃（ABEMA）、杉山未帆（ABEMA）、岩崎佑生（ABEMA）
- 医療監修：堀エリカ
- アクション：小池達朗
- フードコーディネーター：はらゆうこ
- 音楽：ワンミュージック
- 美術協力：東宝映像美術、「L♡DK」渡辺あゆ/講談社、LINE、Instagram、PIXTA、宝島社、南江堂、三笠書房、金剛出版、ソーテック社、全日本病院出版会
- 撮影協力：東京経営短期大学
- 機材協力：FUJINON、APEX
- プロデューサー：池田克彦
- 脚本：吉田恵里香
- 脚本協力：石上加奈子
- 演出：川村泰祐、原桂之介、伊野部陽平
- 製作著作：ABEMA